# ديك تايجر
ديك تايجر (بالإنجليزية: Dick Tiger) مواليد 14 أغسطس 1929 في نيجيريا - الوفاة 14 ديسمبر 1971، كان ملاكم نيجيري سابق صنّف ضمن فئة الوزن المتوسط.

## إحصائيات
خاض خلال مسيرته 82 نزالا، فاز في 60 وتعادل في 3 وخسر في 19. فاز بالضربة القاضية في 27 نزالا.

## روابط خارجية
- ديك تايجر على موقع بوكس ريك (الإنجليزية) (registration required)